# 라디오 북카페
《라디오 북카페》는 SBS 러브FM에서 방송되고 있는 책 낭독프로그램이다.